# Keratoisis tangentis
Keratoisis tangentis är en korallart som först beskrevs av Grant 1976.  Keratoisis tangentis ingår i släktet Keratoisis och familjen Isididae. Inga underarter finns listade i Catalogue of Life.